# بيل أيرز
بيل أيرز (بالإنجليزية: Bill Ayers)‏ هو لاعب كرة قاعدة أمريكي، ولد في 27 سبتمبر 1919 في نيونان في الولايات المتحدة، وتوفي بنفس المكان في 24 سبتمبر 1980.

## وصلات خارجية
- بيل أيرز على موقع دوري كرة القاعدة الرئيسي (الإنجليزية)
- بيل أيرز على موقعبيزبول رفرنس.كوم (الدوري الرئيسي) (الإنجليزية)
- بيل أيرز على موقعبيزبول رفرنس.كوم (الدوري الثانوي) (الإنجليزية)